# JBL
JBL(JBL, 한국어: 제이비엘)은 미국 캘리포니아주 노스리지 시에 있는 음향, 오디오 전문 회사로 세계 최대의 오디오 기업 가운데 하나인 하만 인터내셔널의 계열사이다. JBL의 이름은 창립자인 제임스 B. 랜싱의 이름의 약자이며, 1946년 설립된 회사이다. JBL은 공식적으로 미국의 포드(Ford)사의 최고 라인의 자동차 오디오시스템으로 채택되었으며, 인피니티 오디오시스템을 채택한 크라이슬러(Chrysler)사와 보스(Bose)를 채택한 닛산사와 경쟁하고 있다. 현재, 토요타(Toyota)사 역시 JBL의 음향시스템을 채택하여 사용하고 있다. 국내에서는 현대차와 기아가 JBL을, 르노삼성자동차가 보스(Bose)를 채택하고 있다. 2011년부터 마룬 5가 광고 모델이다. 현재는 한국의 삼성전자의 계열사다.

## 포터블 블루투스 스피커
2022년 기준으로 현재 생산 중인 포터블 블루투스 스피커는 아래와 같다.
- JBL JR Pop
- JBL Go 2
- JBL Go 3
- JBL Clip 3
- JBL Clip 4
- JBL Flip 4
- JBL Flip 5
- JBL Flip 5 Eco Edition
- JBL Flip 6
- JBL Pulse 4
- JBL Pulse 5
- JBL Charge 4
- JBL Charge 5
- JBL Xtreme 3
- JBL Boombox 2

## 파티 스피커
2022년 기준으로 현재 생산 중인 파티 스피커는 다음과 같다.
- JBL PartyBox On-The-Go
- JBL PartyBox 110
- JBL PartyBox 310
- JBL PartyBox 710
- JBL PartyBox 1000
- JBL PartyBox Encore Essential

## 제품 계열 예시

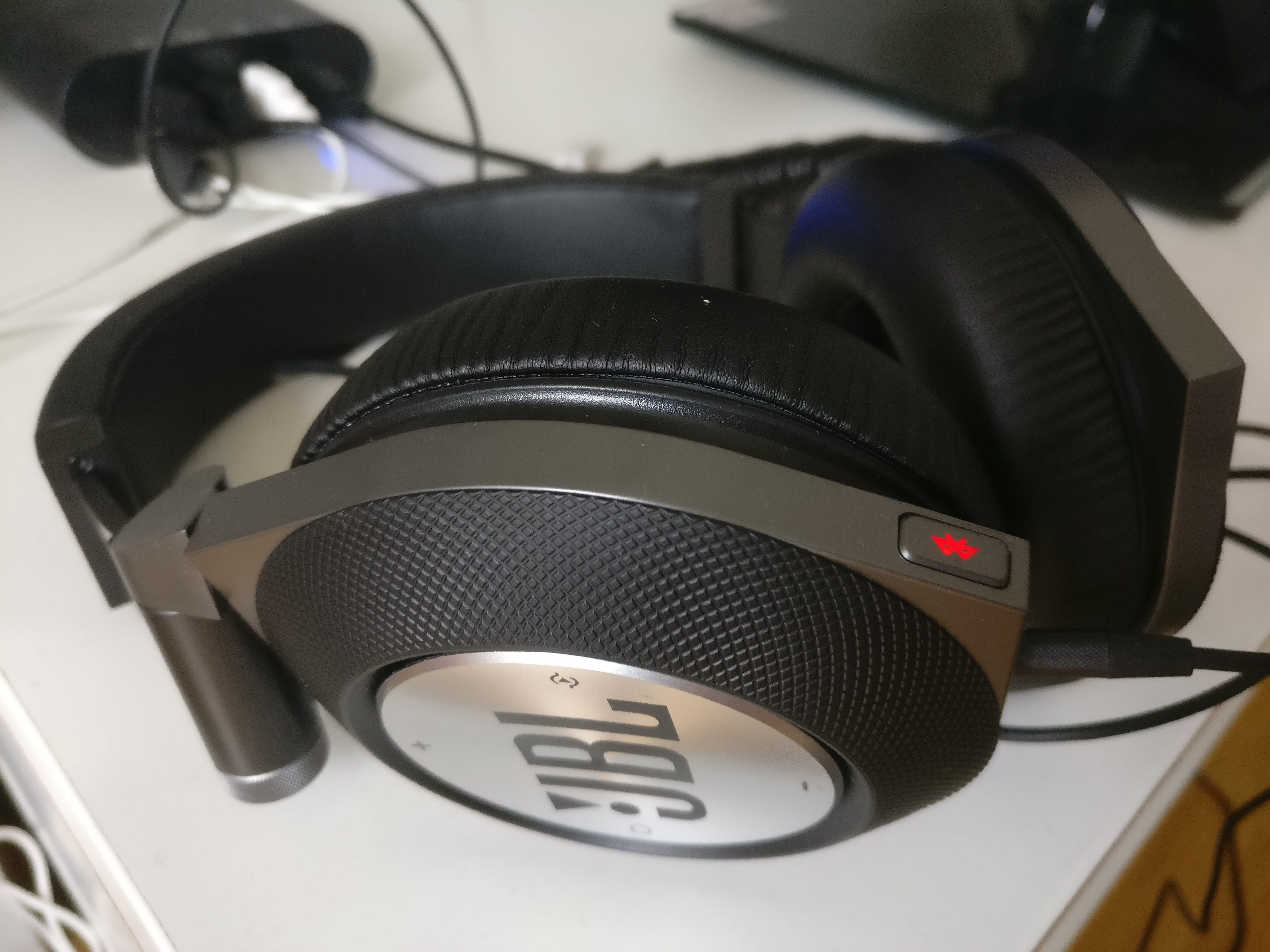
블루투스 헤드폰 "Synchros E50BT"
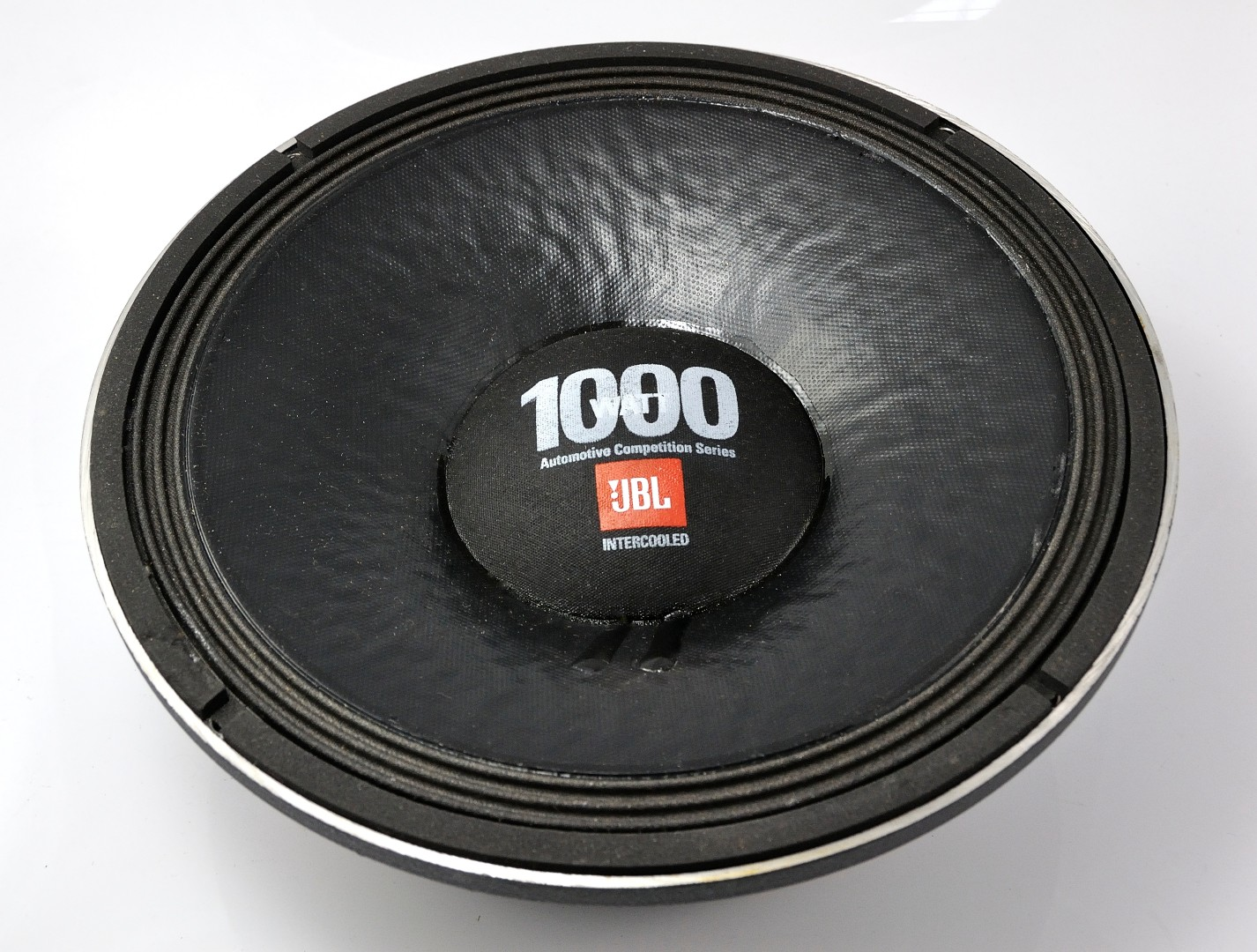
자동차 서브우퍼 "1200GTI"
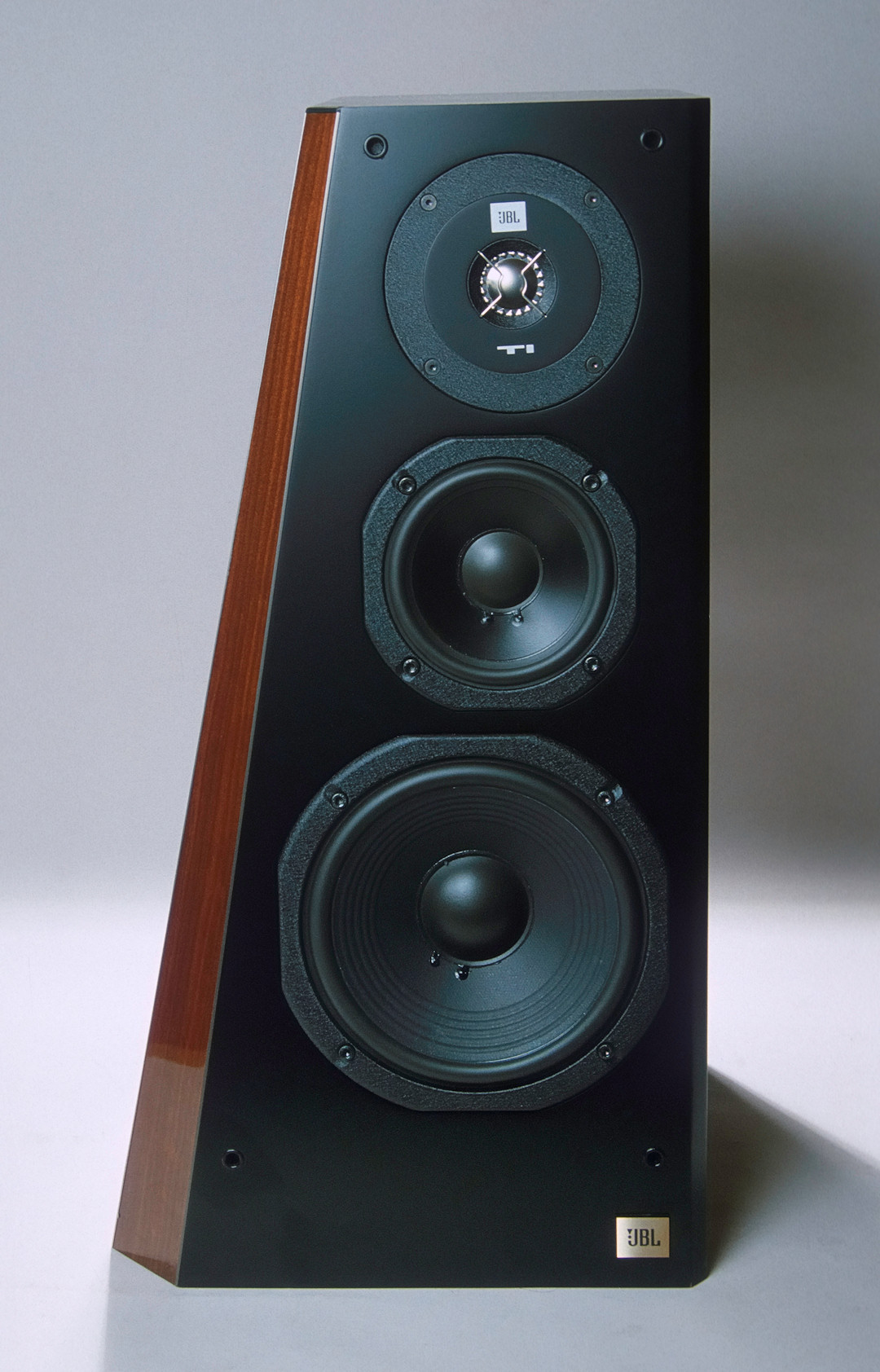
3방향 스피커 시스템 "Ti2000", 1990년대
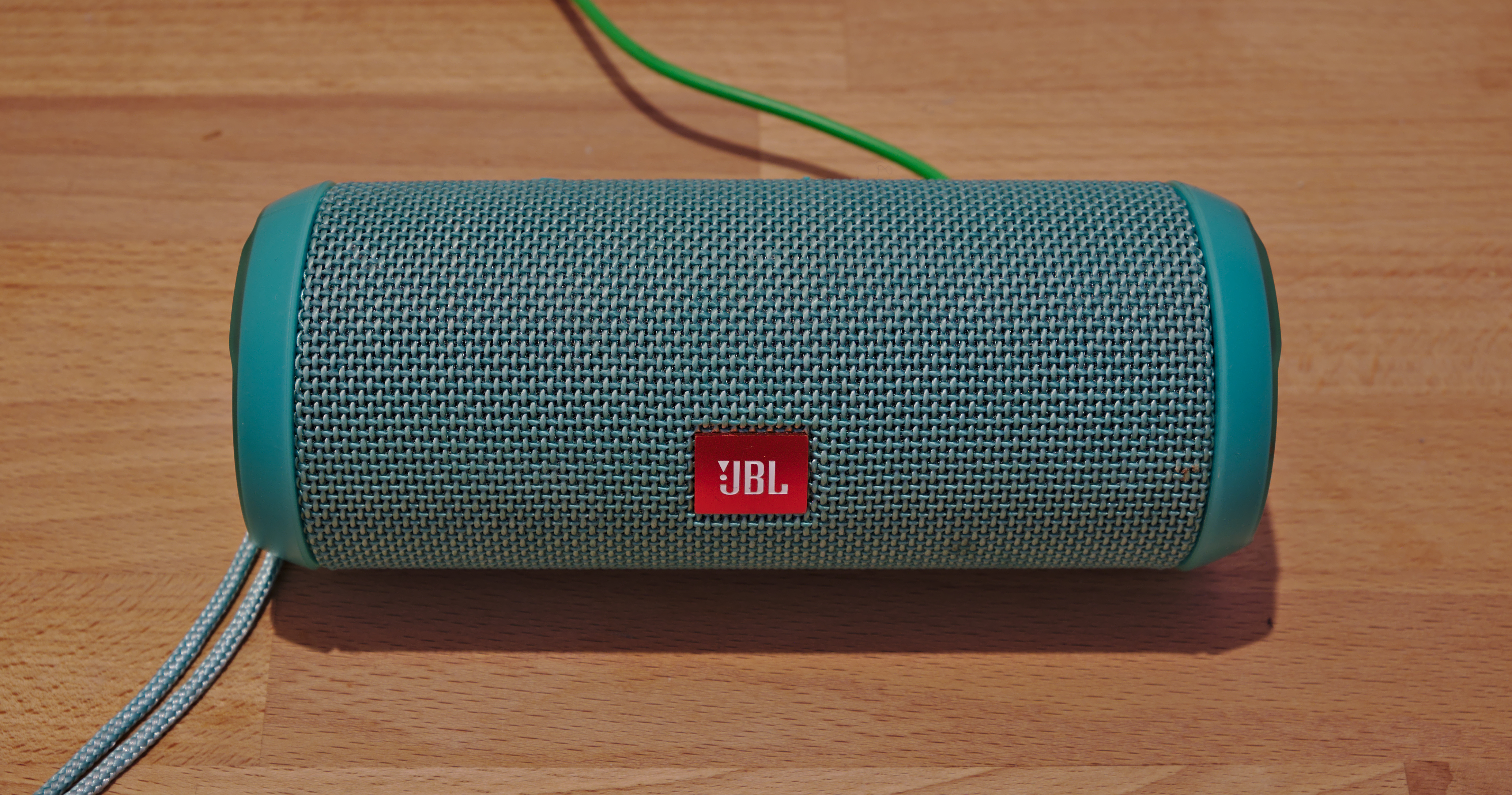
플립 3 블루투스 스피커
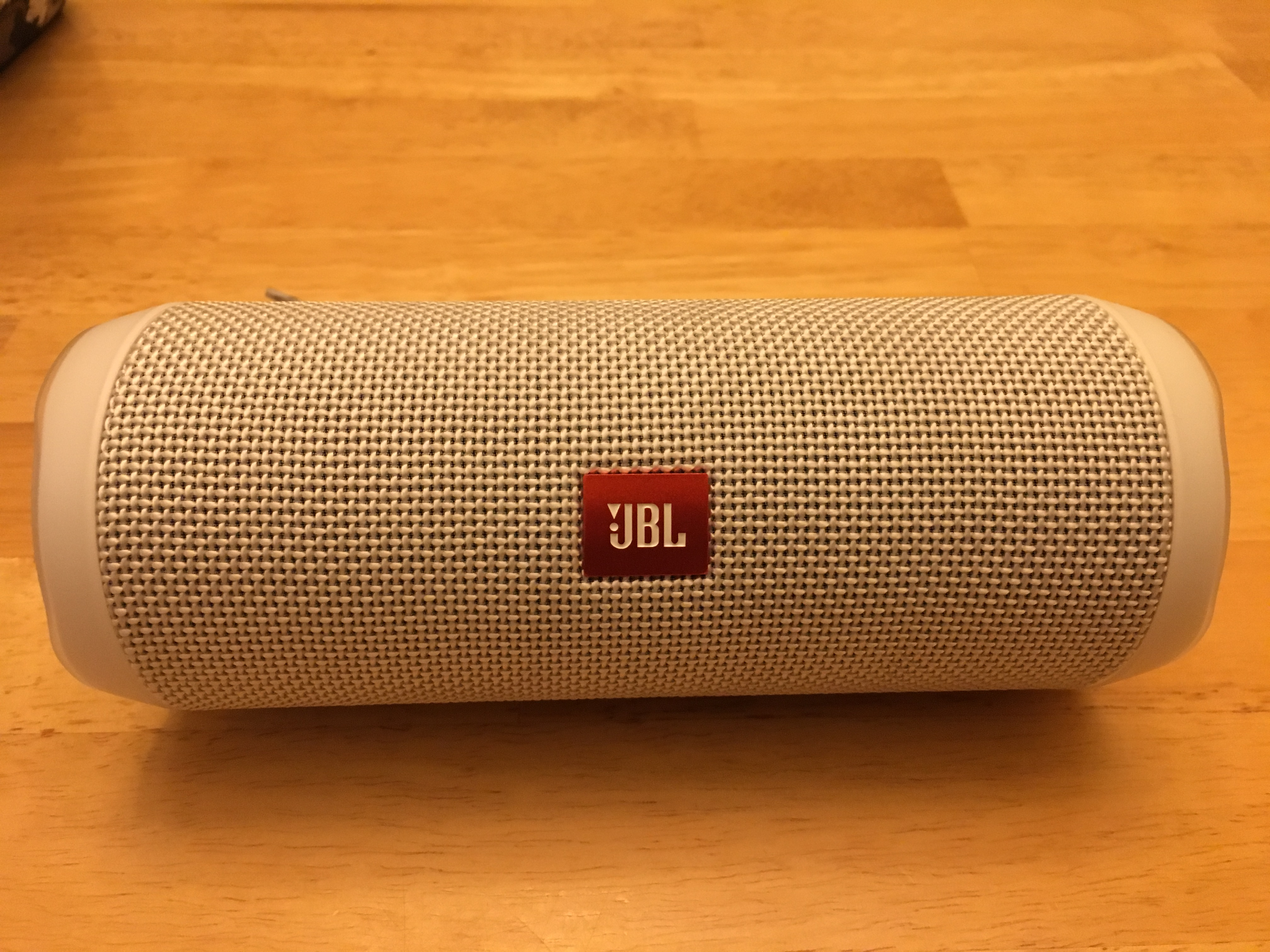
JBL 플립 4 포터블 블루투스 스피커
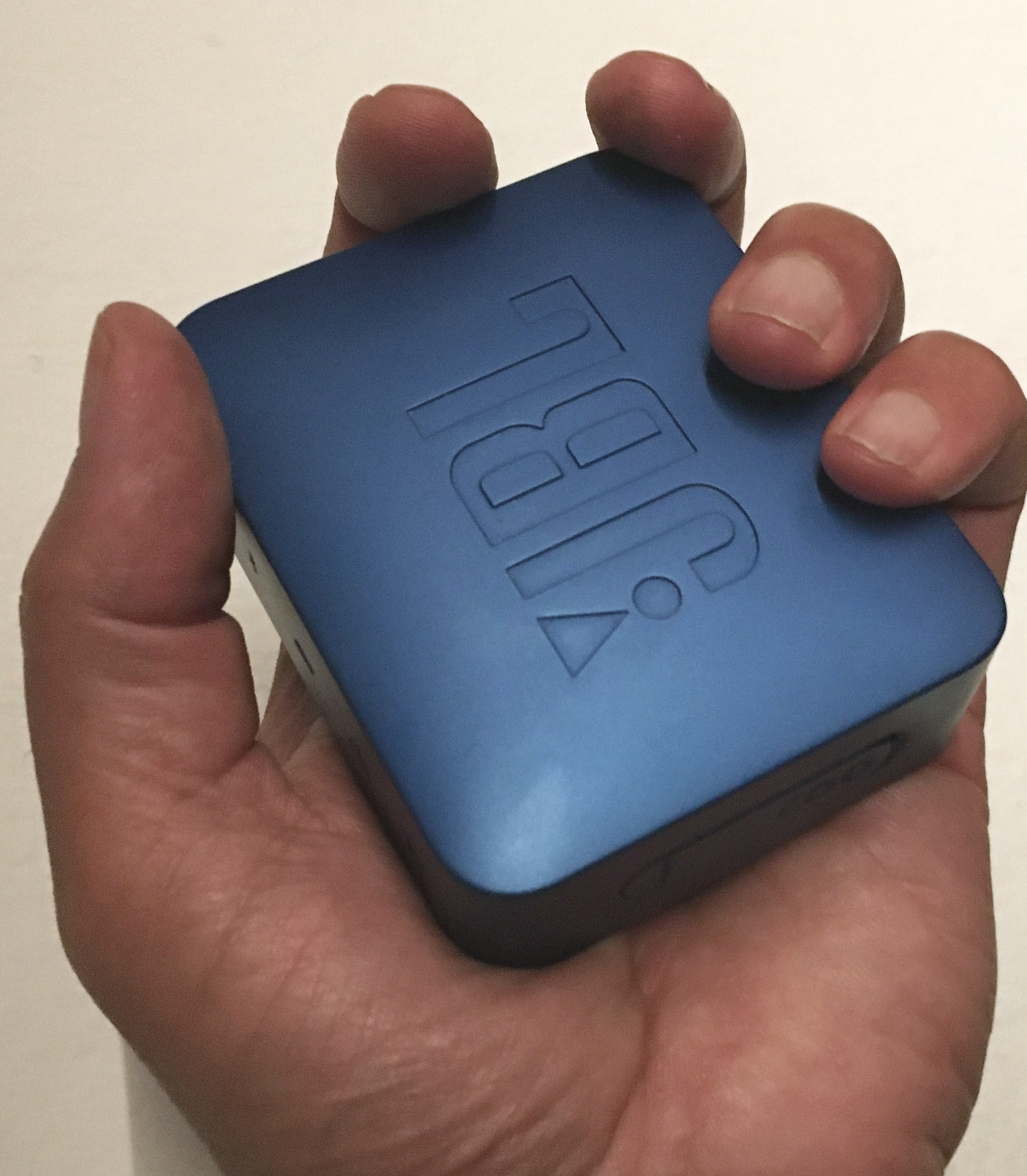
GO2: JBL의 최소형 포터블 블루투스 스피커
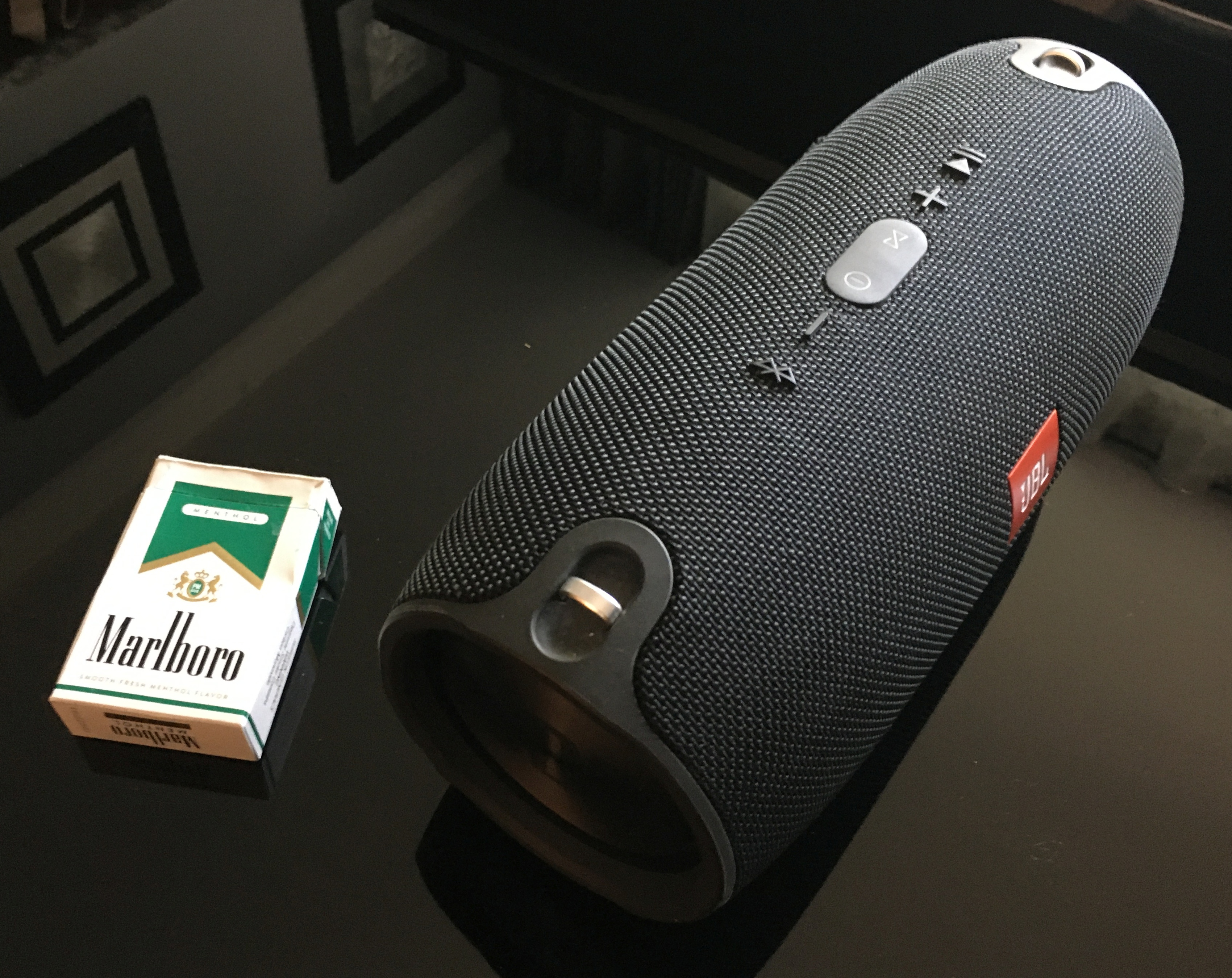
JBL Xtreme: 10.000 mAh 배터리를 장착한 28 cm길이 제품